# NGC 1559
NGC 1559 je galaksija u zviježđu Mreži.

## Vanjske poveznice
- SEDS: NGC 1559